# Irina Alexandrowna Jurewitsch
Irina Alexandrowna Jurewitsch (russisch Ирина Александровна Юревич; * 25. Januar 1955 in Leningrad) ist eine ehemalige sowjetische bzw. russische Schauspielerin.

## Leben
Jurewitsch ließ sich bis 1976 am Moskauer Künstlertheater (MXAT) von Pawel Massalski ausbilden. Anschließend trat sie am Russischen Theater in Riga auf, wechselte aber 1978 zurück an ihre ehemalige Lehrstätte und spielte dort bis 1993. Im Jahr 1991 trat Jurewitsch außerdem am Moskauer Jugendtheater als Sonja in einer Adaption von Schuld und Sühne auf.
Ihr Filmdebüt gab die dunkelhaarige Darstellerin im 1970 ausgestrahlten Fernsehkurzfilm  Деревенские каникулы (Derewenskije kanikuly). Bis Ende der 1980er Jahre war sie an 22 weiteren Projekten beteiligt, darunter einigen Fernsehspielen, die vom MXAT aufgeführt wurden. Die einzige Hauptrolle in einem Kinowerk gab Jurewitsch in Gennadi Kasanskis 1972 erschienenem Kriegsfilm Ижорский батальон (Ischorski bataljon), der von Lenfilm produziert wurde. Einem internationalen Publikum war sie durch Die Prinzessin auf der Erbse (1977) präsent. In der deutschsprachigen Fassung wurde ihre Rolle von Dorothea Meissner synchronisiert.
1993 zog sich Jurewitsch aus dem Schauspielberuf zurück und arbeitete danach u. a. als Erzieherin bei einer wohlhabenden Familie.
Ihr Ehemann ist der Schauspieler und Verdiente Künstler Russlands Wiktor Nikolajewitsch Kuljuchin (* 1955). Beide lernten sich während der Ausbildung kennen und spielten später auch zusammen in Riga und Moskau.

## Theaterarbeit (Auswahl)
- Принц и нищий (Prinz i nischtschi) – nach Der Prinz und der Bettelknabe
- Fuhrmann Henschel
- Drei Schwestern
- Eine Dummheit macht auch der Gescheiteste
- Amadeus
- Старый Новый год (Stary Nowy god) – von Michail Roschtschin
- Sommergäste – von Maxim Gorki
- Tartuffe
- Die Kabale der Scheinheiligen
- Die tätowierte Rose – von Tennessee Williams

## Filmografie (Auswahl)
- 1970: Деревенские каникулы (Derewenskije kanikuly) (Kurzfilm)
- 1972: Ижорский батальон (Ischorski bataljon)
- 1977: Die Prinzessin auf der Erbse (Prinzessa na goroschine)
- 1980: Добродетель торжествует (Dobrodetel torschestwujet) (Fernsehspiel)
- 1980: Только в мюзик-холле (Tolko w mjusik-cholle)